# Ribostamicin:4-(gama-L-glutamilamino)-(S)-2-hidroksibutanoil-(BtrI acil-nosilac protein) 4-(gama-L-glutamilamino)-(S)-2-hidroksibutanoat transferaza
Ribostamicin:4-(gama--glutamilamino)--2-hidroksibutanoil-(BtrI acil-nosilac protein) 4-(gama--glutamilamino)--2-hidroksibutanoat transferaza (EC 2.3.2.19, btrH (gen)) je enzim sa sistematskim imenom ribostamicin:4-(gama--glutamilamino)--2-hidroksibutanoil-(BtrI acil-nosilac protein) 4-(gama--glutamilamino)--2-hidroksibutanoat transferaza. Ovaj enzim katalizuje sledeću hemijsku reakciju
4-(gama--glutamilamino)-()-2-hidroksibutanoil-[BtrI acil-nosilac protein] + ribostamicin {\displaystyle \rightleftharpoons } gama-L-glutamil-butirosin B + BtrI acil-nosilac protein
Ovaj enzim dodaje bočni lanac aminoglikozidnih antibiotika iz butirozinske familije. Bočni lanaca daje otpornost na nekoliko aminoglikozid-modifikujućih enzima.

## Literatura
- Nicholas C. Price; Lewis Stevens (1999). Fundamentals of Enzymology: The Cell and Molecular Biology of Catalytic Proteins (Third изд.). USA: Oxford University Press. ISBN 019850229X.
- Eric J. Toone (2006). Advances in Enzymology and Related Areas of Molecular Biology, Protein Evolution (Volume 75 изд.). Wiley-Interscience. ISBN 0471205036.
- Branden C; Tooze J. Introduction to Protein Structure. New York, NY: Garland Publishing. ISBN 0-8153-2305-0.
- Irwin H. Segel. Enzyme Kinetics: Behavior and Analysis of Rapid Equilibrium and Steady-State Enzyme Systems (Book 44 изд.). Wiley Classics Library. ISBN 0471303097.

## Spoljašnje veze
- Ribostamycin:4-(gamma-L-glutamylamino)-(S)-2-hydroxybutanoyl-(BtrI+acyl-carrier+protein)+4-(gamma-L-glutamylamino)-(S)-2-hydroxybutanoate+transferase на 